# American Society for Horticultural Science
Die American Society for Horticultural Science (Abkürzung ASHS) ist eine US-amerikanische Organisation zur Förderungs des Gartenbaus.

## Geschichte
Die Organisation wurde 1903 unter dem Namen Society for Horticultural Science gegründet. Sie hat ihren Sitz in Alexandria im US-Bundesstaat Virginia. Mitbegründer und erster Präsident war der Botaniker Liberty Hyde Bailey (1858–1954). Die konstituierende Sitzung (organizational meeting) fand am 9.–10. September 1903 in Boston statt. Seitdem wurde regelmäßig – mit Ausnahme der beiden Kriegsjahre 1942 und 1943 – eine jährliche Konferenz abgehalten. Die Präsentationen der Konferenzen wurden ab 2009 online archiviert.
Den Vorsitz der ASHS hat 2022 Esmaeil Fallahi, der an der University of Idaho als Professor für Botanik tätig ist.
Die InterAmerican Society for Tropical Horticulture (ISTH) wurde  1951 als karibischer Ableger der American Society for Horticultural Science gegründet.
Die Organisation zählt weltweit über 2500 Mitglieder, die sich unter anderem an der Erforschung des Themenbereiches Gartenbau und dessen Bedeutung für den Menschen befassen.
Die ASHS ist langjähriges Mitglied der internationalen Organisation International Society for Horticultural Science.

## Publikationen
Neben der im zweimonatlichen Abstand regelmäßig erscheinenden Zeitschrift Journal of the American Society for Horticultural Science (ISSN 0003-1062) gibt die Organisation auch die Zeitschriften HortTechnology (zweimonatlich, ISSN 1063-0198) und HortScience (monatlich, ISSN 0018-5345) heraus.
Die Publikationen aus den oben genannten Zeitschriften sind im Volltext frei über das Onlineangebot der Organisation verfügbar.